# Wohn- und Wirtschaftsgebäude Rüssend 21
Das Wohn- und Wirtschaftsgebäude Rüssend 21 in der niedersächsischen Gemeinde Reeßum, Ortsteil Taaken, wurde zur Mitte des 19. Jahrhunderts gebaut. Aktuell (2025) wird es zum Wohnen genutzt.
Das Gebäude steht unter Denkmalschutz (siehe auch Liste der Baudenkmale in Reeßum).

## Geschichte und Beschreibung
Taaken wurde 1437 als Tho Taken erstmals urkundlich erwähnt und gehört zur heutigen Samtgemeinde Sottrum im Landkreis Rotenburg (Wümme).
Das eingeschossige giebelständige kleinere Wohn- und Wirtschaftsgebäude als Zweiständer-Hallenhaus, in Fachwerk mit Steinausfachungen, reetgedecktem Krüppelwalmdach, Niedersachsengiebel mit Uhlenloch, Pferdeköpfen und Grooter Door mit Korbbogen, wurde 1841 (Inschrift) als Häuslingshaus gebaut. Häuslingshäuser wurden durch Gutsherren und Großbauern gebaut für ihre Landarbeiter oder für die jüngeren Söhne, die auf dem Hof arbeiteten, zumeist mietfrei wohnten und sich im Nebenerwerb auch landwirtschaftlich betätigten.
Das Landesdenkmalamt befand u. a.: „… ein regionstypisches Hallenhaus der ersten Hälfte des 19. Jahrhunderts in Zweiständerkonstruktion ….“